# Armi Kuusela
Armi Helena Kuusela (Muhos, provincia de Oulu, Finlandia; 20 de agosto de 1934) es una exmodelo finlandesa. Fue la primera ganadora del certamen Suomen Neito (Doncella de Finlandia —no confundir con Miss Suomi, Miss Finlandia—) y la primera ganadora del concurso de belleza Miss Universo, el 29 de junio de 1952.

## Biografía

### Primeros años
Sus padres fueron Aarne Kuusela y Martta Kyrö; se conocieron en Ontario, Canadá, donde también se casaron, pero poco después regresaron a Muhos, en Finlandia.
Martta dio a luz a cinco hijas y un varón. Una de las hijas murió cuando tenía dos años y medio. Armi fue la cuarta hija de ese matrimonio. Vivió una infancia en bienestar junto con un montón de amigos.
Fue a la escuela en Muhos, y en 1951 empezó a asistir a la Universidad de la Mujer, en Porvoo. En esa época, gustaba de la natación, el esquí y la gimnasia. Después de completar con éxito sus exámenes, decidió ir a la Universidad de Helsinki a aprender gimnasia.

### Miss Universo 1952

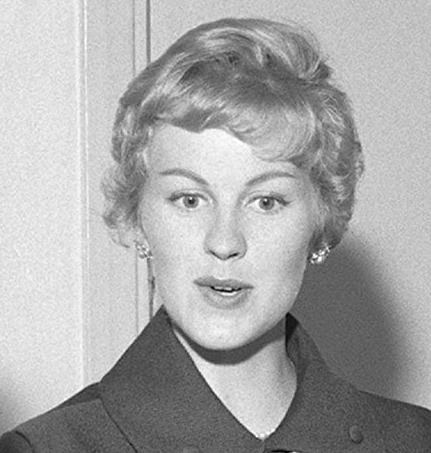
Armi Kuusela en 1959

En mayo de 1952, ganó el certamen Suomen Neito (concurso de belleza nacional finlandés). Recibió como premio una caja de chocolates, un brazalete y un billete de la Pan American World Airways para viajar a Estados Unidos a competir en Long Beach, California en el nuevo certamen Miss Universo que se celebró el 28 de junio de 1952. Como Suomen Neito, se hizo con la primera corona del certamen. Tenía 17 años, medía 1,65 m y entonces pesaba 49 kg.
Inmediatamente después de ganar, actuó para la película finlandesa Maailman kaunein tyttö (La chica más bella del mundo), donde se interpretó a sí misma, y Tauno Palo actuó como Jack Coleman. Fue dirigida por Veikko Itkonen, y escrita por Mika Waltari.
Aunque una parte de su contrato por ganar fue con Universal Studios, la productora cinematográfica optó por no promocionarla después de negarse al primer papel elegido para ella (en una película con Abbott y Costello) y discutir sobre el contrato (por medio de su hermana Sirkka que era menor de edad y no hablaba inglés), además de insinuarle que debía casarse con Tony Curtis para evitar problemas con su permiso de trabajo.

### Después de Miss Universo
El 22 de febrero de 1953, Kuusela inició un viaje por el mundo, tiempo durante el cual conoció a un empresario filipino, Virgilio Hilario, en un baile en Baguio, la capital de verano filipina, donde ella había ido para promocionar la Exposición Internacional de Comercio.
Menos de un año después de haber sido coronada, el 4 de mayo de 1953 Kuusela optó por renunciar a su corona de Miss Universo antes de terminar su año de reinado para casarse con Hilario. Se casaron en Tokio después de dos meses de haberse conocido y luego pasaron la luna de miel en Hawái, antes de regresar a vivir en Filipinas, donde formaron una familia con cinco hijos: Arne (1955), Anna-Lisa (1957, Miss Filipinas 1974 en el concurso Queen of the Pacific), Eva-Maria Hess (1958), Jussi (1959–2020) y Mikko Hilario (1965).
Virgilio Hilario murió de un ataque al corazón el 7 de septiembre de 1975. Kuusela se volvió a casar el 8 de junio de 1978 con el diplomático estadounidense Albert Williams. El matrimonio vive cerca de San Diego (California) y ella se dedica a actividades benéficas.
En 2012 el presidente de Finlandia la condecoró con la Orden de la Rosa Blanca.